# Sybilla
Sybilla é um gênero de coleóptero da tribo Bimiini (Cerambycinae); compreende apenas cinco espécies, com distribuição restrita na Agentina e Chile.

## Sistemática
- Ordem Coleoptera
  - Subordem Polyphaga
    - Infraordem Cucujiformia
      - Superfamília Chrysomeloidea
        - Família Cerambycidae
          - Subfamília Cerambycinae
            - Tribo Bimiini
              - Gênero Sybilla (Thomson, 1864)
                - Sybilla coemeterii (Thomson, 1856)
                - Sybilla flavosignata (Fairmaire & Germain, 1859)
                - Sybilla integra (Fairmaire & Germain, 1859)
                - Sybilla krahmeri (Cerda, 1973)
                - Sybilla livida (Germain, 1900)